# Senova X65

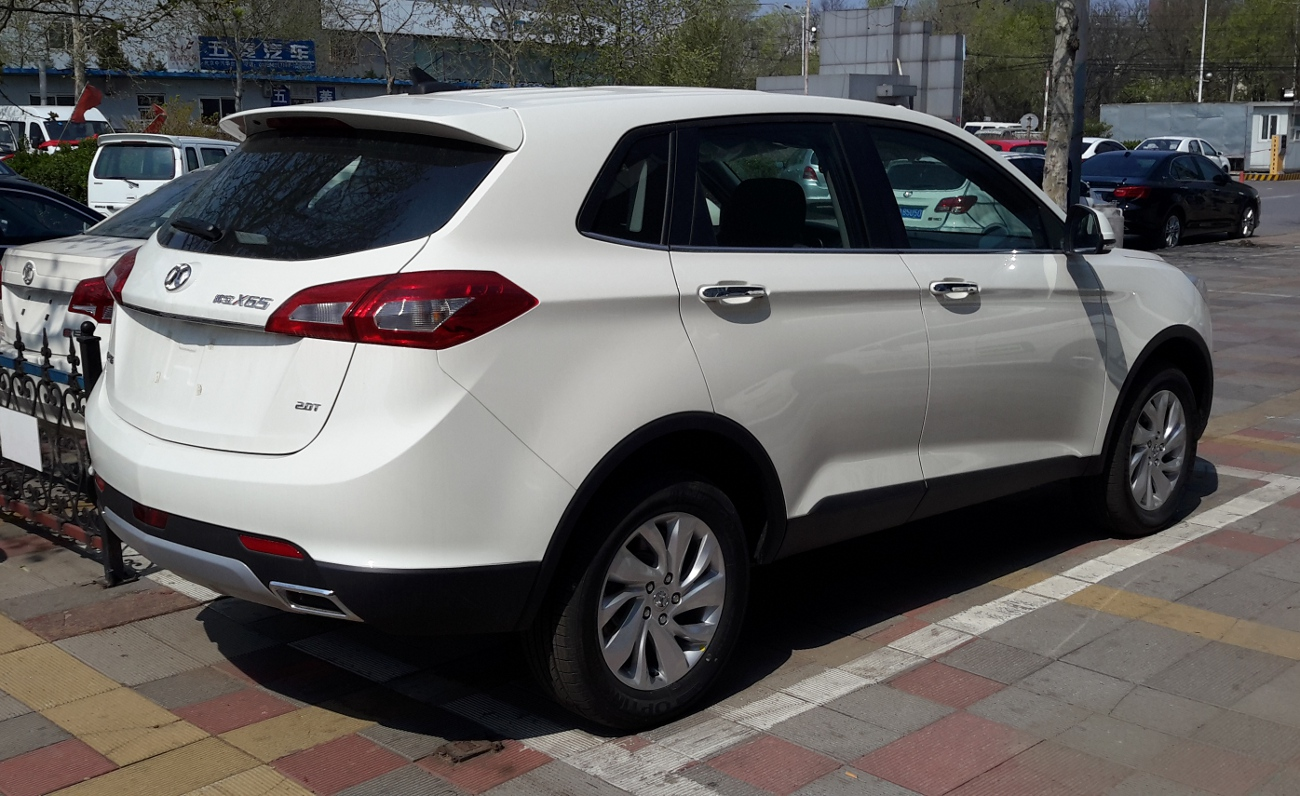
Вид сзади

Senova X65 — компактный кроссовер, выпускавшийся суббрендом Senova компании BAIC Motor.

## Описание
X65, являвшийся первым кроссовером Senova, дебютировал в ноябре 2014 года в Гуанчжоу. Продажи модели начались в марте 2015 года на китайском рынке. Ценовой диапазон варьировался от 98000 до 149800 юаней.
В 2017 году Senova X65 был снят с производства. После многих лет разработки в 2020 году состоялся официальный запуск преемника — Beijing X7.

## Технические характеристики
Senova X65 приводился в движение 2,0-литровым рядным четырёхцилиндровым турбодвигателем мощностью 177 л. с. в паре с пятиступенчатой механической или шестиступенчатой автоматической трансмиссией.

## Weiwang S50
Кроссовер Beijing Auto Weiwang S50, дебютировавший в 2016 году на Пекинском автосалоне под суббрендом Weiwang компании Beijing Auto, является рестайлинговым вариантом Senova X65. Ценовой диапазон варьировался от 95000 юаней. Weiwang S50 оснащён 1,5-литровым двигателем мощностью 150 л. с. и крутящим моментом 200 Н·м в паре с шестиступенчатой механической или автоматической трансмиссией.

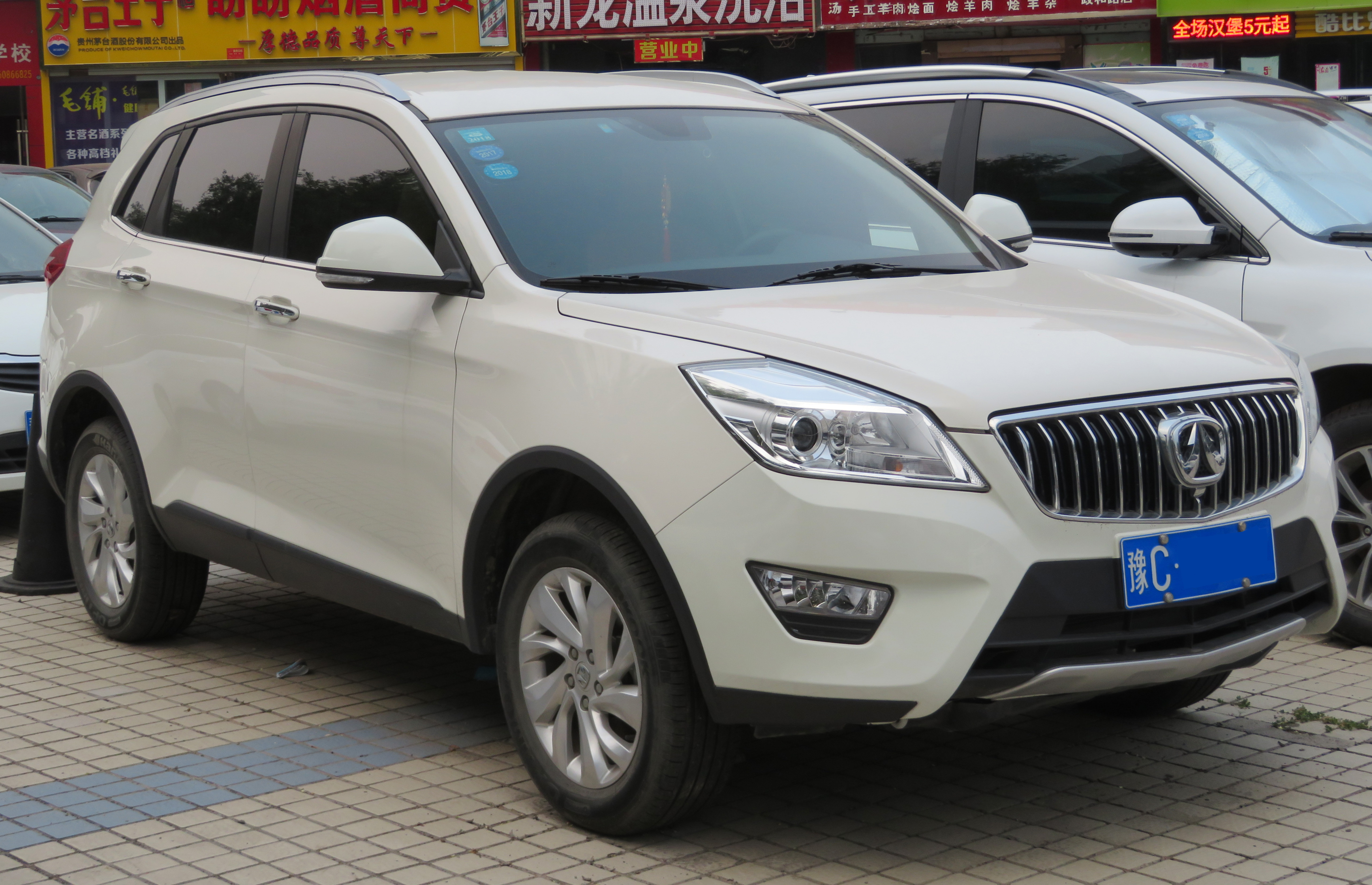
Вид спереди
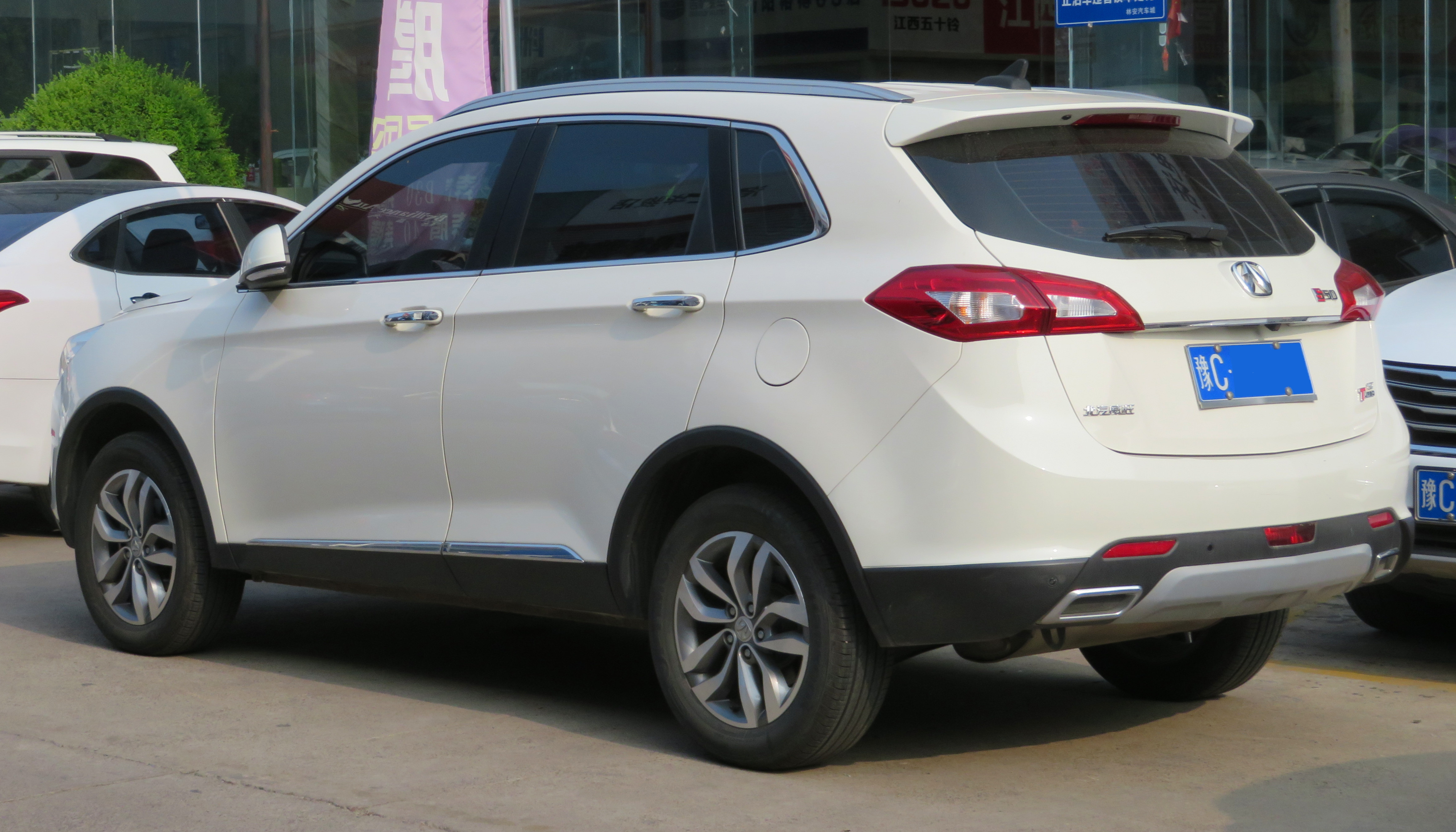
Вид сзади